# Misumenops mexicanus
Misumenops mexicanus är en spindelart som först beskrevs av Eugen von Keyserling 1880.  Misumenops mexicanus ingår i släktet Misumenops och familjen krabbspindlar. Inga underarter finns listade i Catalogue of Life.